# Moskenes
Moskenes là một đô thị ở hạt Nordland, Na Uy. Moskenes là một phần của Lofoten.

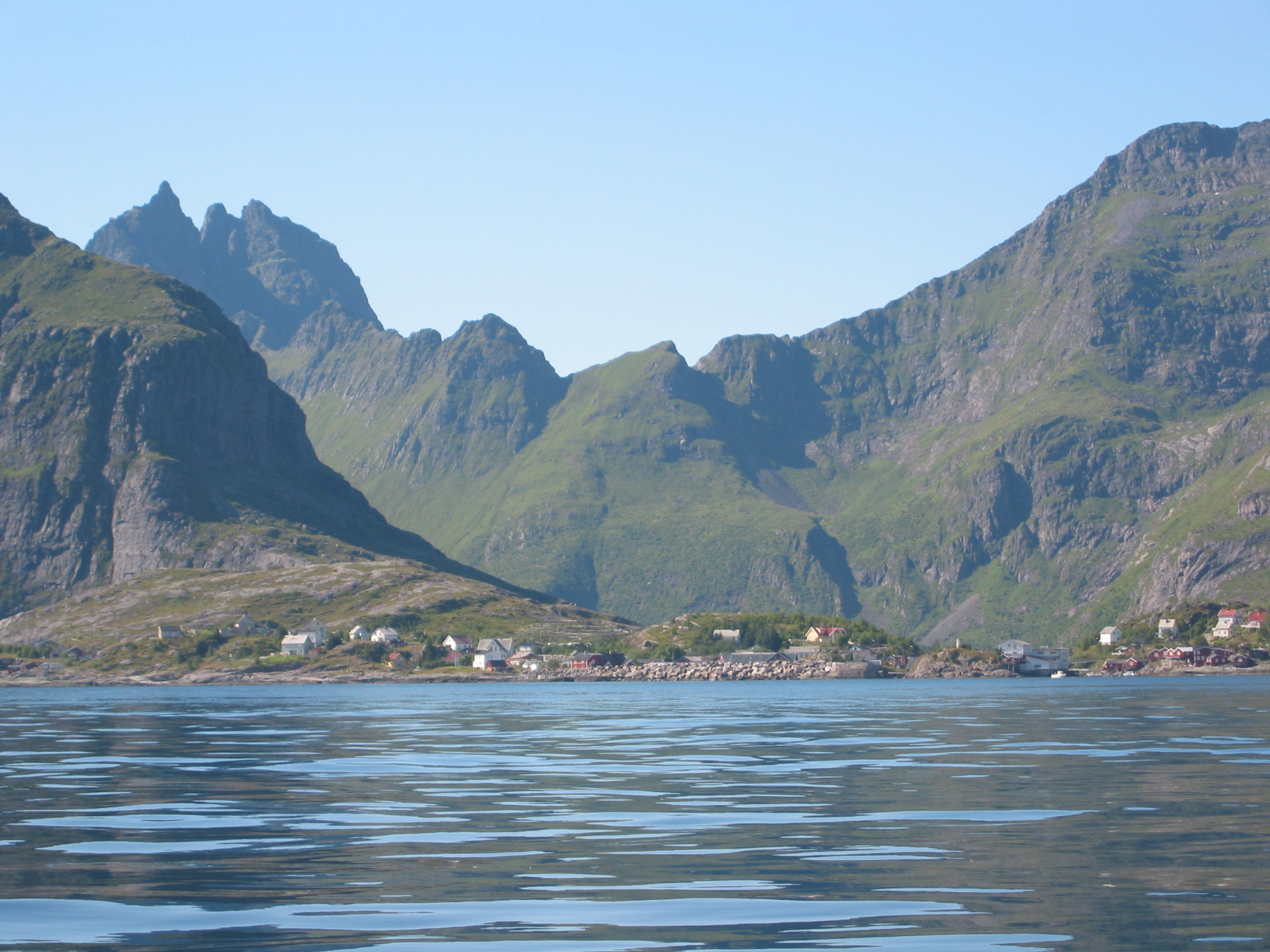
Near Å, Moskenes

Đô thị này được tách từ Flakstad ngày 1 tháng 7 năm 1916, vào lúc đó Moskenes có dân số 1.306 người. Ngày 1 tháng 1 năm 1964, hai đô thị này đã được hợp nhất dưới tên Moskenes. Flakstad đã được táhc ngày 1 tháng 1 năm 1976 để tạo thành một đô thị riêng. Đô thị này (band dầu là một giáo khu) đã được đặt tên theo nông trang cổ Moskenes ("Muskenes" 1567) do nhà thờ đầu tiên đã được xây ở đó.

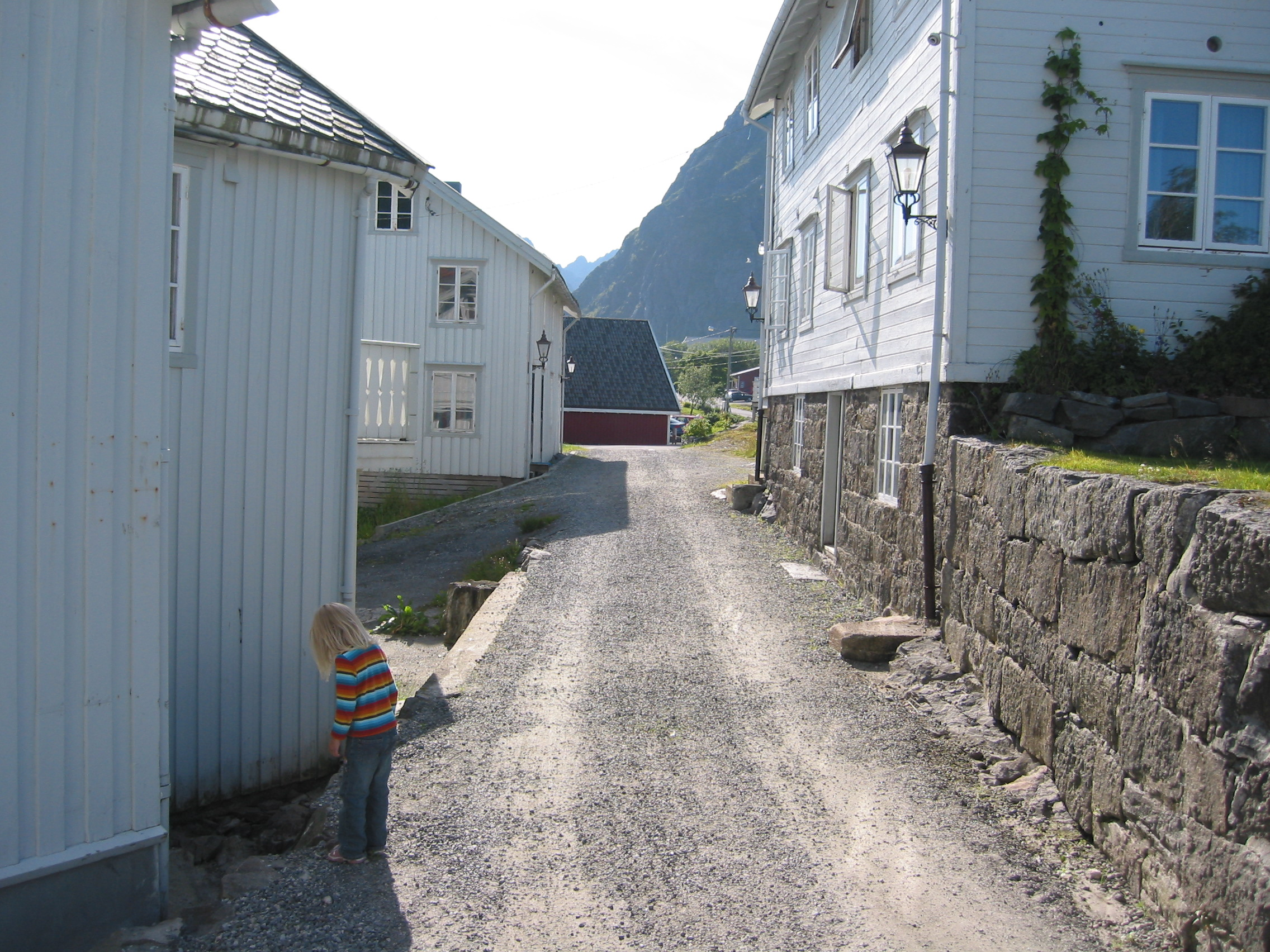
Sørvågen

Moskenes có các làng cá Hamnøy, Reine, Sørvågen, Moskenes, Å và Tind có cảnh quan ấn tượng với những đỉnh đã lởm chởm nổi lên trên Vestfjord.
Hans Erik Dyvik Husby, nhạc sĩ và Birger Eriksen, chỉ huy tại Oscarsborg quê ở đây